# گانا لیسینیوفا
گانا لیسینیوفا (اوکراینی: Ганна Кириченко؛ زادهٔ ۲۶ فوریهٔ ۱۹۹۱) بازیکن والیبال اهل اوکراین است.